# かん水

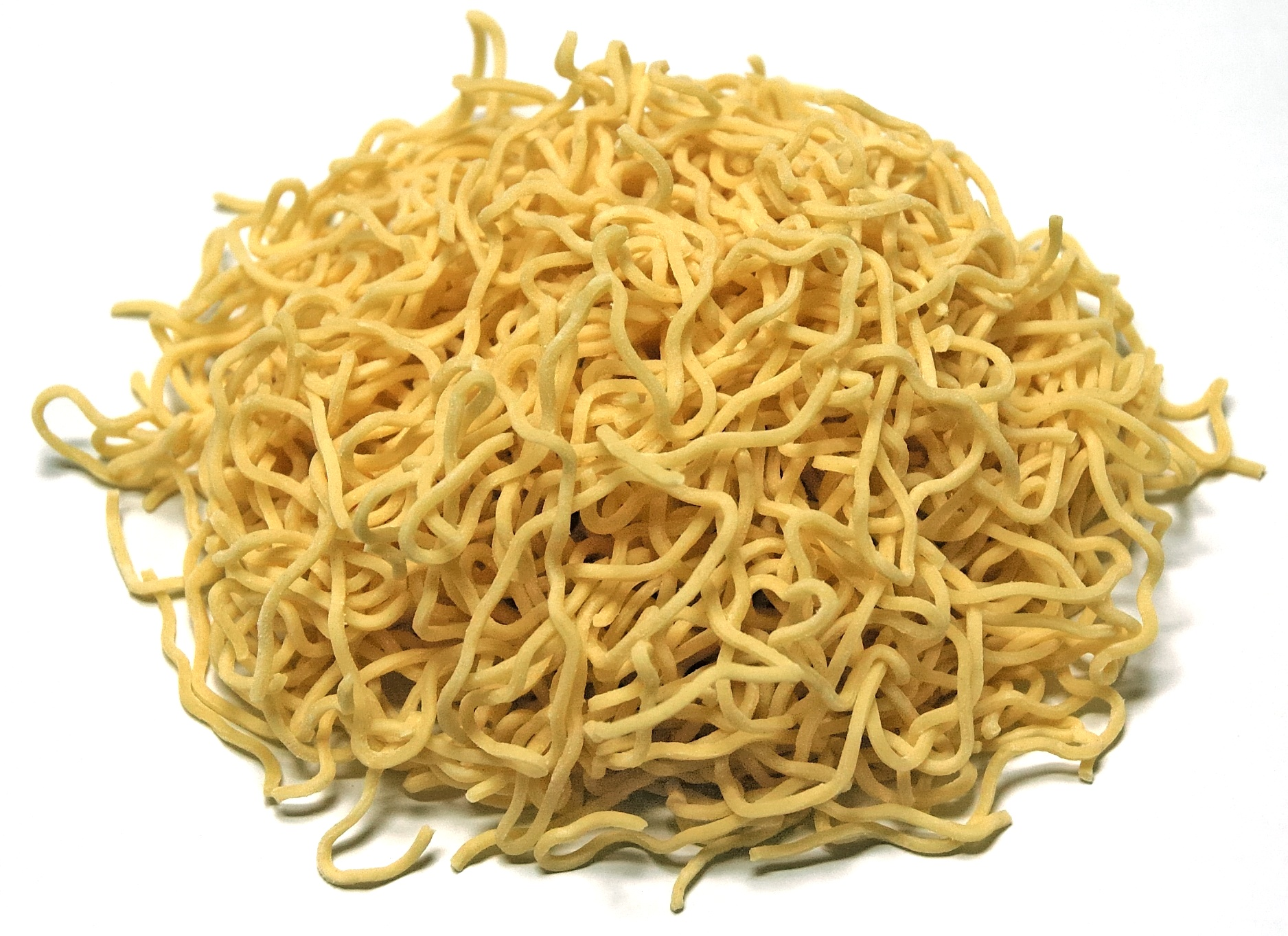
かん水を混ぜた中華麺

かん水（かんすい）は、中華麺などの製造に使うアルカリ塩水溶液で、小麦粉に混ぜることで柔らかさや弾力性をもたせる。中華麺特有の麺の風味、感触、色合いは、かん水を入れることにより生じる。

## 呼称
梘水、鹹水、乾水、漢水とも表記される。
中国古代の文献『本草綱目』に拠ると、「咸の音に二有り、音咸は、下を潤おすの味なり。音減は、塩土の名なり。後人碱に作り鹻に作る是れなり」と有り、塩辛い義の「鹹」とは別であることが分かる。
- 現代の中国（中華人民共和国）では簡体字を使っているため、比較的に簡単の書き方を持つ「碱水」を標準字体として流用している。
- 現代の台湾（中華民国）では繁体字、つまり日本語でいうところの旧字体を使い続けているため、日本語には無い「鹼水」の書き方が一番正しい表記である。

## 起源
中国の内モンゴル自治区では、偶然、鹹水（塩湖のアルカリ塩水）を使った製麺技法が発見され、麺類の伝播とともに日本にも広がった。
日本に麺食を伝えた中国では現在、西北部の中心都市である甘粛省蘭州の名を冠した蘭州拉麺の名称の手打ち麺が全国的に消費されているほか、鹸水の他にアヒルの卵などをも練りこみ、香港やマカオなど広東を中心に食べられている生麺（粤拼: saang1min6）など、鹸水は広く用いられている。また、ワンタンの皮作り、スルメのような乾物を、ほぼ生に近い状態に戻すときなどにも使用される。副作用として、かん水独特の臭気と苦味の発生がある。

## 市販のかん水
日本で販売されているかん水には「固形かん水」と「液体かん水」がある。どちらも基本的に炭酸ナトリウムと炭酸カリウムの混合物で、リン酸塩が混合されている場合もある。
1957年に食品衛生法によって規制される前は水酸化ナトリウムなど、食用に向かない原料を使った粗悪なかん水が出回ることもあり、健康への影響が懸念された。その経緯から、現在では日本食品添加物協会が発行する「かんすい確認証」を添付しないとかん水として販売できなくなっている。

## 有効成分
- 炭酸塩
  - 炭酸カリウム
  - 炭酸ナトリウム
  - 炭酸水素ナトリウム
- ピロリン酸塩
  - ピロリン酸四カリウム
  - ピロリン酸二水素二ナトリウム
  - ピロリン酸四ナトリウム
- ポリリン酸塩
  - ポリリン酸カリウム
  - ポリリン酸ナトリウム
- メタリン酸塩
  - メタリン酸カリウム
  - メタリン酸ナトリウム
- リン酸塩
  - リン酸三カリウム
  - リン酸水素二カリウム
  - リン酸二水素カリウム
  - リン酸水素二ナトリウム
  - リン酸二水素ナトリウム
  - リン酸三ナトリウム

## かん水類似物質
本来、鹸水の天然成分としての塩は炭酸ナトリウムである。しかし、食品添加物として販売されるものについては、炭酸カリウムやポリリン酸カリウムなど他のアルカリ成分であっても「かんすい」と表示することが認められている。
炭酸水素ナトリウム
「重炭酸ナトリウム」、「重曹」とも呼ばれる。製麺時にかん水の代わりに使用しても同様の効果が得られる。炭酸ガスによる気泡を含むことがある。
水酸化ナトリウム
「苛性ソーダ」とも呼ばれる。洗濯用に安価で手に入ったため、戦前から終戦後しばらくは中華麺の製造に普通に使われた。現在でも食品添加物として使用可能であるが、厳しい条件がつけられて使用例は少ない。
灰汁 （はいじる、あく）
植物などを燃やした後に生じる灰を水に溶かし、煮詰めた上澄み液のこと。主成分は炭酸カリウムで、沖縄そばにおいてかん水の代用として、ガジュマルやデイゴなどの灰が用いられることがあり、「木灰そば」と呼ばれる。
唐灰汁 （とうあく）
炭酸ナトリウムを主成分として人工的に調合された薬品。日本独自の呼称であり、長崎市内にある3軒の業者でのみ生産されている。食品衛生法では「かんすい」の一種として分類されており、長崎ちゃんぽん、唐灰汁ちまきの製造などに用いられる。一般的なかん水よりも炭酸ナトリウムの割合が多く、約9割を占める。